# كوبا يوروأمريكانا
كانت بطولة كوبا يوروأمريكانا (بالإنجليزية: Copa EuroAmericana)‏ عبارة عن بطولة كرة قدم ودية استعراضية أنشأتها شركة دايركت تي في وأقيمت في الأمريكتين. تمت دعوة بعض الأندية من اتحاد أمريكا الشمالية والوسطى والكاريبي لكرة القدم (كونكاكاف) واتحاد أمريكا الجنوبية لكرة كونميبول ) والاتحاد الأوروبي لكرة القدم للمشاركة فيها. منذ عام 2014، أصبحت المباريات التي تخص الفرق الإسبانية بمثابة تحدي LFP العالمي. 

## التشكيل
لعبت كل مباراة لمدة 90 دقيقة. وفي حالة التعادل بعد مرور 90 دقيقة، يتم تحديد الفائزين عن طريق ركلات الترجيح . تم منح اتحاد الفريق الفائز في كل مباراة نقطة واحدة، وتم إعلان الاتحاد الذي حصل على أكبر عدد من النقاط في نهاية البطولة بطل البطولة.

## الفائزون
| البطولة | الفائزون        | نقاط | الوصيف          | نقاط |
| ------- | --------------- | ---- | --------------- | ---- |
| 2013    | أوروبا          | 6    | أمريكا الجنوبية | 2    |
| 2014    | أوروبا          | 5    | الأمريكتين      | 4    |
| 2015    | أمريكا الجنوبية | 3    | أوروبا          | 1    |

## أفضل الهدافين
| البطولة | اللاعب          | الفريق | الأهداف |
| ------- | --------------- | ------ | ------- |
| 2013    | دانيلو          | بورتو  | 3       |
| 2014    | ديميتار برباتوف | موناكو | 2       |
| 2015    | دوجي تشوب       | مالقة  | 2       |

## روابط خارجية
- الموقع الرسمي (مؤرشف)
- Footballzz.co.uk: كوبا يوروأمريكانا 2013